# Pârjol
Pârjol est une commune du județ de Bacău en Roumanie.